# Klavierstücke, op. 76 de Brahms
Ne doit pas être confondu avec Huit pièces (Eisler).
Huit pièces pour piano, op. 76

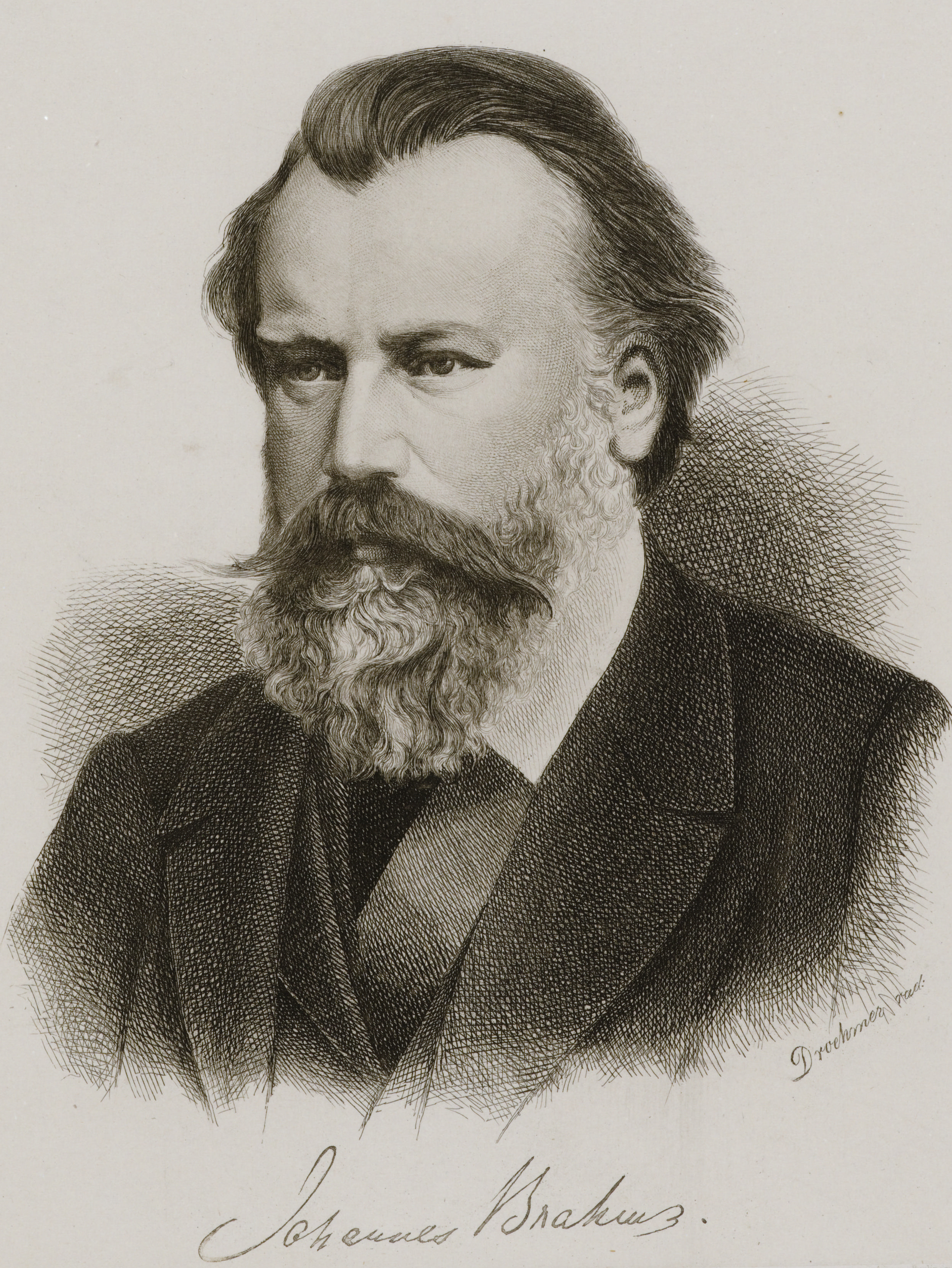
Johannes Brahms

Les Klavierstücke opus 76 sont un recueil de huit pièces pour piano de Johannes Brahms. Composées en 1878 à Portschach, l'opus est publié par Simrock en 1879. Il est constitué de deux cahiers, le premier de quatre capriccii le deuxième de quatre intermezzi.

## Analyse et structure
1. Capriccio (en fa dièse mineur, à 6/8) : Un poco agitato (unruhig bewegt), pièce virtuose avec son déferlement introductif de doubles croches ascendantes. Le thème est suivi de son renversement.
2. Capriccio (en si mineur, à 2/4) : Allegretto non troppo, sur un thème staccato et léger, entrecoupé par une partie centrale plus tranquille.
3. Intermezzo (en la bémol majeur : Grazioso (anmutig ausdrucksvoll), avec un thème syncopé et chromatique.
4. Intermezzo (en si bémol majeur) : Allegretto grazioso, dans l'esprit d'une romance.
5. Capriccio (en ut dièse mineur, à 6/8) : Agitato ma non troppo presto (sehr aufgeregt, doch nicht zu schnell), le dramatisme s'appuie sur l'instabilité métrique entre le 6/8 à la main gauche et le 3/4 à la main droite.
6. Intermezzo (en la majeur, à 2/4) : Andante con moto (sanft bewegt), la mélodie divisée entre deux octaves se fond dans la trame harmonique.
7. Intermezzo (en la mineur, à 2/2) : Moderato semplice, complainte populaire claire par son diatonisme affirmé.
8. Capriccio (en ut majeur, à 6/4) : Grazioso ed un poco vivace (anmutig lebhaf), une ligne chromatique syncopée à la main droite fait office de thème sur une trame harmonique touffue.

- Durée de l'interprétation : environ 25 minutes.

## Source
- François-René Tranchefort (dir.), Guide de la musique de piano et de clavecin, Paris, Fayard, coll. « Les indispensables de la musique », 1987, 870 p. (ISBN 978-2213016399, BNF 34978617), p. 176